# Hry Star Treku
Toto je seznam stolních, karetních a počítačových her s tematikou filmů a seriálů Star Trek:

## Stolní hry
- Star Trek game, pro hráče ve věku 4–10, výrobce Hasbro (začátek 70. let)
- Star Trek game, pro hráče ve věku 8-dospělé, v UK vyráběl Palitoy (70. léta)
- Star Trek game, výrobce Milton Bradley Company, založeno na motivu filmu Star Trek
- Star Trek: The Adventure Game, výrobce West End Games (1985)
- Golden Trivia Game: Star Trek Edition (1985)
- Golden Trivia Cards: Star Trek Edition (1985)
- Star Trek: The Game, výrobce Classic Games (1992) [1]
- Star Trek: The Final Frontier, výrobce Toys & Games Limited (1992)
- How to Host a Mystery, výrobce Decipher, Inc. ve verzi Star Trek: Nová generace (1992)
- Star Trek: The Next Generation, A Klingon Challenge (1993)
- Star Trek: The Next Generation: Romulan Challenge, výrobce MMG LTD (1994)
- Monopoly, výrobce Hasbro licencováno společností USAopoly ve dvou variantách podle původního Star Treku a podle Star Trek: Nová generace.

### Stolní bojové hry
- Star Fleet Battles, taktická bojová, desková hra vytvořená Steven V. Colelem a vyráběná Amarillo Design Bureau, Inc. (1979)
- Federation Commander, nejnovější desková, bojová hra s tematikou Hvězdné flotily vyráběná firmou Amarillo Design Bureau, Inc.

## Karetní hry
- Star Trek Customizable Card Game, výrobce Decipher, Inc..
- Star Trek: The Card Game, výrobce Fleer, Inc..

## RPG hry
Mezi oficiální RPG hry vydané hry se řadí:
- Star Trek: Adventure Gaming in the Final Frontier, výrobce Heritage Models (1978).
- Star Trek: The Role Playing Game, RPG dle původní série vyráběné firmou FASA Corporation. (1982)
- Enterprise - RPG hra v prostředí Star Treku, vydaná pouze v Japonsku Tsukudou Hobbym (1983)
- Prime Directive, navrženo společností Amarillo Design Bureau, Inc. a vydáno firmou Task Force Games. (1993)
- Star Trek: A Call To Duty, online textová hra schválená společností Paramount Pictures a představena stránkách Star Treku od roku 1997.  Archivováno 27. 8. 2010 na Wayback Machine.. (1997)
- Star Trek Online, hra MMORPG vyráběná společností Cryptic Studios. (2010)

## Videohry

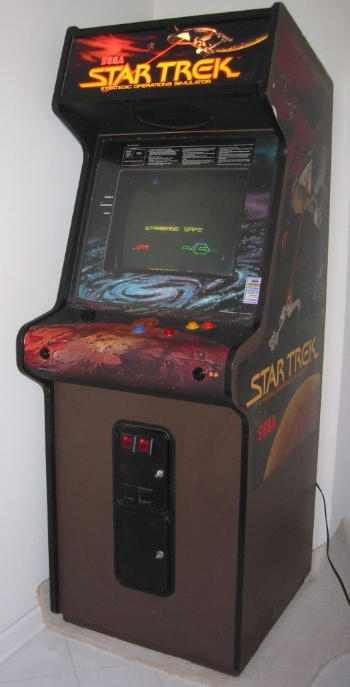
Hrací automat Strategic Operation Simulator z roku 1982

### Hrací automaty
| Rok  | Název                                      | Platforma |
| ---- | ------------------------------------------ | --------- |
| 1982 | Star Trek - Strategic Operations Simulator | Arkáda    |
| 2000 | Star Trek: Borg Contact                    | Arkáda    |
| 2002 | Star Trek: Voyager - The Arcade Game       | Arkáda    |

Star Trek Bridge Comander

### Osobní počítače
Historie Star Trek her pro osobní počítače začíná roku 1971 textovou, stejnojmennou hrou Star Trek, napsanou v programovacím jazyce BASIC. Od té doby bylo vydáno přes 50 komerčních (licencovaných) titulů pro osobní počítače a řada her ze strany fanoušků.
Roku 1992 vyšla první opravdu úspěšná a moderní hra, adventura Star Trek: 25th Anniversary. Ta byla následovaná druhým dílem Star Trek: Judgment Rites. Interplay, Simon and Schuster, MicroProse a Activision vydali nejvíce známých Star Trek her v letech 2000 až 2003. Tituly jako Star Trek: Armada, Star Trek: Elite Force a Star Trek: Bridge Commander byly vydány v tomto období.

#### Licencované hry
| Rok  | Název                                                    | Žánr                                | Platforma                                                      | Vývojář/Vydavatel                                         |
| ---- | -------------------------------------------------------- | ----------------------------------- | -------------------------------------------------------------- | --------------------------------------------------------- |
| 1971 | Star Trek                                                | textová hra                         | sálový počítač                                                 | Mike Mayfield                                             |
| 1972 | Star Trek                                                | textová hra                         | PDP-10                                                         | Don Daglow                                                |
| 1979 | Apple Trek                                               | textová hra                         | Apple II                                                       |                                                           |
| 1981 | Begin: A Tactical Starship Simulation                    | taktický simulátor                  | MS-DOS                                                         |                                                           |
| 1983 | Star Trek: Strategic Operations Simulator                | simulace vesmírného boje            | Commodore VIC-20                                               |                                                           |
| 1984 | Star Trek: The Promethean Prophecy                       | textová hra                         | Apple II, C64, MS-DOS                                          | Simon and Schuster                                        |
| 1985 | Star Trek: The Kobayashi Alternative                     | textová hra                         | Apple II, C64, MS-DOS                                          | Simon and Schuster                                        |
| 1987 | Star Trek: The Rebel Universe                            | akční adventura                     | Atari ST, C64, MS-DOS                                          | Simon and Schuster                                        |
| 1988 | Star Trek: First Contact                                 | textová hra                         | MS-DOS                                                         |                                                           |
| 1989 | Star Trek: The Next Generation: The Transinium Challenge | interaktivní textová hra            | MS-DOS                                                         |                                                           |
| 1989 | Star Trek: The Rebel Universe                            | interaktivní textová hra            | C64, MS-DOS                                                    | Simon and Schuster                                        |
| 1989 | Star Trek V: The Final Frontier                          | akční videohra                      | MS-DOS                                                         |                                                           |
| 1991 | Begin 2 (game)                                           | taktický simulátor                  | MS-DOS                                                         |                                                           |
| 1992 | Star Trek: 25th Anniversary                              | adventura                           | MS-DOS, Macintosh, Amiga                                       | Interplay                                                 |
| 1993 | Star Trek: Judgment Rites                                | adventura                           | MS-DOS, Macintosh                                              | Interplay                                                 |
| 1995 | Star Trek: The Next Generation - A Final Unity           | adventura                           | MS-DOS, Macintosh                                              | Spectrum HoloByte / MicroProse                            |
| 1995 | Star Trek: Klingon                                       | interaktivní film                   | Windows                                                        | Simon and Schuster                                        |
| 1996 | Star Trek: Borg                                          | interaktivní film                   | Windows, Macintosh                                             | Simon and Schuster                                        |
| 1996 | Star Trek: Deep Space Nine: Harbinger                    | first-person adventura              | MS-DOS, Macintosh                                              | Stormfront Studios / Viacom NewMedia                      |
| 1997 | Star Trek: Starfleet Academy                             | vesmírná střílečka                  | Windows, Macintosh                                             | High Voltage Software / Interplay                         |
| 1997 | Star Trek Generations                                    | střílečka                           | Windows                                                        | MicroProse                                                |
| 1997 | Star Trek Pinball                                        | pinball                             | Windows                                                        |                                                           |
| 1998 | Star Trek: The Next Generation: Klingon Honor Guard      | first-person shooter                | Windows, Macintosh                                             | MicroProse                                                |
| 1998 | Star Trek: The Game Show                                 | kvízová hra                         | Windows, Macintosh                                             |                                                           |
| 1998 | Star Trek: Starship Creator                              | simulátor                           | Windows, Macintosh                                             | Imergy / Simon & Schuster                                 |
| 1999 | Star Trek: Birth of the Federation                       | tahová strategie                    | Windows                                                        | MicroProse / Hasbro                                       |
| 1999 | Star Trek: Starfleet Command                             | vesmírná střílečka                  | Windows                                                        | Quicksilver Software / Interplay Entertainment            |
| 1999 | Star Trek: Hidden Evil                                   | third-person akční adventura        | Windows                                                        | Presto Studios / Activision                               |
| 2000 | Star Trek: Armada                                        | realtimová strategie                | Windows                                                        | Mad Doc Software / Activision                             |
| 2000 | Star Trek: Deep Space Nine: The Fallen                   | third-person akční hra              | Windows, Macintosh                                             | The Collective, Inc. / Simon & Schuster                   |
| 2000 | Star Trek: ConQuest Online                               | online hra                          | Windows                                                        | Genetic Anomalies / Activision                            |
| 2000 | Star Trek: Klingon Academy                               | vesmírná střílečka                  | Windows, Macintosh                                             | 14 Degrees East / Interplay Entertainment                 |
| 2000 | Star Trek: New Worlds                                    | strategie                           | Windows                                                        | 14 Degrees East / Interplay Entertainment                 |
| 2000 | Star Trek: Starship Creator Warp II                      | simulátor                           | Windows                                                        |                                                           |
| 2000 | Star Trek: Voyager: Elite Force                          | first-person shooter                | Windows, Macintosh                                             | Raven Software / Activision                               |
| 2001 | Star Trek: Deep Space Nine: Dominion Wars                | vesmírná střílečka                  | Windows                                                        | Gizmo Games / Simon & Schuster                            |
| 2001 | Star Trek: Armada II                                     | realtimová strategie                | Windows                                                        | Mad Doc Software / Activision                             |
| 2001 | Star Trek: Away Team                                     | realtimová strategie                | Windows                                                        | Reflexive Entertainment / Activision                      |
| 2001 | Star Trek: Starfleet Command II: Empires at War          | vesmírná střílečka                  | Windows                                                        | Taldren / Interplay Entertainment                         |
| 2002 | Star Trek: Starfleet Command III                         | vesmírná střílečka                  | Windows                                                        | Taldren / Activision                                      |
| 2002 | Star Trek: Bridge Commander                              | vesmírná střílečka                  | Windows                                                        | Totally Games / Activision                                |
| 2003 | Star Trek: Elite Force II                                | first-person shooter                | Windows, Macintosh                                             | Ritual Entertainment / Activision                         |
| 2006 | Star Trek: Legacy                                        | realtimová strategie                | Windows, Xbox 360                                              | Mad Doc Software / Bethesda Softworks                     |
| 2009 | Star Trek: D-A-C                                         | shoot ’em up                        | Windows, Macintosh                                             | Naked Sky Entertainment / Paramount Digital Entertainment |
| 2010 | Star Trek Online                                         | online hra                          | Windows                                                        | Cryptic Studios                                           |
| 2013 | Star Trek                                                | third-person akční adventura        | Windows, PlayStation 3, Xbox 360                               | Digital Extremes                                          |
| 2017 | Star Trek: Bridge Crew                                   | virtuální hra                       | Oculus Rift, PlayStation 4, Windows                            | Ubisoft                                                   |
| 2018 | Star Trek Fleet Command                                  | mobilní strategie                   | Android, iPhone                                                | scopely                                                   |
| 2022 | Star Trek Prodigy: Supernova                             | dětská third-person akční adventura | Xbox Series X/S, PlayStation 4, PlayStation 5, Switch, Windows | Outright Games                                            |
| 2023 | Star Trek: Resurgence                                    | adventura                           | Xbox Series X/S, PlayStation 4, PlayStation 5, Windows         | Dramatic Labs                                             |
| 2023 | Star Trek: Infinite                                      | strategie                           | Windows, Macintosh                                             | Paradox Interactive                                       |

#### Hry fanoušků
Kromě profesionálních herních titulů pod hlavičkou Viacomu (část Paramountu), vydali své modifikace také fanoušci Star Treku:
| Název                         | Platforma                 | stav      | Odkaz                                                                                | typ                                           |
| ----------------------------- | ------------------------- | --------- | ------------------------------------------------------------------------------------ | --------------------------------------------- |
| Netrek                        | Windows, Linux, Mac, Unix | dokončená | http://www.netrek.org/                                                               | multiplayer 2d střílečka / Strategie          |
| Star Trek Supremacy           | Windows                   | ve vývoji | http://www.startreksupremacy.com Archivováno 30. 1. 2010 na Wayback Machine.         | Tahová strategie                              |
| Birth Of The Empires Trek Mod | Windows                   | ve vývoji | http://star-trek-games.com/ Archivováno 1. 2. 2010 na Wayback Machine.               | Tahová strategie                              |
| Temporal Cold War             | Windows                   | zrušena   | https://web.archive.org/web/20180214030125/http://enterprise-tcw.com/                | First person shooter (modifikace Half-Life 2) |
| Trekwar                       | Windows, Linux, Mac, Unix | ve vývoji | https://web.archive.org/web/20180322005503/http://trekwar.org/                       | multiplayer tahová strategie                  |
| Star Trek Excalibur           | Windows                   | ve vývoji | http://www.stexcalibur.com                                                           | vesmírný simulátor                            |
| Eraser Project                | Windows                   | ve vývoji | https://web.archive.org/web/20120111173633/http://www.eraserproject-mod.com/         | First person shooter (modifikace Crysis)      |
| Begin                         | Windows / MS DOS          | ve vývoji | http://www.starfleetproject.com                                                      | Taktický simulátor hvězdné lodě               |
| BlekTrek                      | Windows / MS DOS          | dokončená | https://web.archive.org/web/20150220211420/http://clrsrc.ic.cz/index3.php?q=blektrek | textová hra                                   |

### Herní konzole
| Rok  | Název                                                | Platforma                     |
| ---- | ---------------------------------------------------- | ----------------------------- |
| 1979 | Star Trek: Phaser Strike                             | Microvision                   |
| 1982 | Star Trek: The Motion Picture                        | Vectrex                       |
| 1989 | Star Trek V: The Final Frontier (zrušena)            | NES                           |
| 1991 | Star Trek: 25th Anniversary                          | Game Boy, NES                 |
| 1993 | Star Trek: The Next Generation: Future's Past        | SNES                          |
| 1993 | Star Trek: The Next Generation                       | Game Boy                      |
| 1994 | Star Trek: The Next Generation: Echoes from the Past | Game Gear, Genesis            |
| 1994 | Star Trek Generations: Beyond the Nexus              | Game Boy, Game Gear           |
| 1994 | Star Trek: Starfleet Academy                         | Mega Drive 32X, SNES, Windows |
| 1994 | Star Trek: Deep Space Nine - Crossroads of Time      | Mega Drive, SNES              |
| 2000 | Star Trek: Invasion                                  | PlayStation                   |
| 2000 | Star Trek: Voyager – Elite Force                     | PS2, Windows, Macintosh       |
| 2004 | Star Trek: Shattered Universe                        | PS2, Xbox                     |
|      | Star Trek: Elite Force II                            | Windows                       |
| 2006 | Star Trek: Tactical Assault                          | PSP, DS                       |
| 2006 | Star Trek: Legacy                                    | Xbox 360, Windows             |
| 2006 | Star Trek: Encounters                                | PS2                           |
| 2007 | Star Trek: Conquest                                  | Wii, PS2                      |
| 2009 | Star Trek: D-A-C                                     | Xbox 360, PS3                 |
| 2009 | Star Trek: The Mobile Game                           | iPhone OS                     |